# Vorwärts!
Vorwärts! (pronunciación en alemán: /ˈfɔʁvɛʁts/, «¡Adelante!») fue un periódico bisemanal en alemán publicado en París entre enero y diciembre de 1844. Fue considerado el periódico «más radical» de la época en Europa. Con el subtítulo Pariser Signale aus Kunst, Wissenschaft, Theater, Musik, Literatur und geselligem Leben («Señales parisinas de las artes, la ciencia, el teatro, la música, la literatura y la vida social»), salía dos veces por semana con una tirada de unos mil ejemplares. A partir del 3 de julio de 1844, el título cambió a Vorwärts. Pariser Deutsche Zeitschrift («Adelante. Revista alemana de París»).
El periódico fue fundado por Heinrich Börnstein, financiado por el compositor Giacomo Meyerbeer y editado por Carl Ludwig Bernays. Fue la única publicación radical en lengua alemana publicada sin censura en la Europa de la época. Contó con la participación de numerosos polemistas, como Heinrich Heine, Georg Herwegh, Mijaíl Bakunin y Arnold Ruge, muchos de ellos emigrados políticos alemanes en Francia. Otros de sus colaboradores eran Friedrich Engels, Georg Weerth y Georg Weber. También Karl Marx escribió para el Vorwarts!, y tendría un papel cada vez más importante en la edición del periódico, especialmente a partir del verano de 1844. Marx y muchos otros se unieron al Vorwärts! tras el cierre de los Deutsch-Französische Jahrbücher («Anales Franco-Alemanes»). Muchos de los activistas asociados con el periódico también estaban relacionados con el grupo socialista revolucionario alemán conocido como la Liga de los Comunistas.
Una de las obras más conocidas de Heine, Los tejedores de Silesia, se estrenó en el Vorwärts!.
El periódico criticó la situación en Prusia y fue clausurado en enero de 1845 después de que el rey de Prusia, Federico Guillermo IV, protestara ante los «ultrajes y libelos escandalosos» hacia el rey francés, Luis Felipe. Ante la conmoción resultante, Marx fue expulsado de Francia, Bernays fue encarcelado durante dos meses y Börnstein hizo un trato con las autoridades.